# Voo Eastwind Airlines 517
O Voo Eastwind Airlines 517 foi um voo de passageiros doméstico do Aeroporto de Trenton-Mercer, Trenton, Nova Jérsia, para o Aeroporto Internacional de Richmond, Richmond, Virgínia, Estados Unidos, operado por um Boeing 737-200 da Eastwind Airlines. Em 9 de junho de 1996, durante aproximação final em Richmond, a tripulação perdeu temporariamente o controle do 737-200 devido a um defeito no leme. A tripulação conseguiu recuperar o controle e pousar a aeronave com sucesso. Uma pessoa a bordo ficou ferida.
O Voo 517 foi fundamental para resolver a causa de problemas no funcionamento do leme do Boeing 737 que já haviam causado dois acidentes fatais. O Voo 517 foi o primeiro voo a enfrentar esses problemas de leme e pousar com segurança, permitindo que os investigadores entrevistassem os pilotos sobre sua experiência e estudassem a aeronave.

## Contexto
Em 3 de março de 1991, o Voo United Airlines 585 um Boeing 737-200, virou abruptamente para a direita e mergulhou verticalmente enquanto tentava pousar em Colorado Springs, Colorado. O acidente matou todas as 25 pessoas a bordo. O Conselho Nacional de Segurança nos Transportes (NTSB) conduziu uma investigação completa. Embora se suspeitasse de um problema no leme, os componentes do leme da aeronave não puderam ser testados ou totalmente avaliados porque foram gravemente danificados no acidente. Como resultado, o NTSB não foi capaz de identificar de forma conclusiva a causa do acidente.
Em 8 de setembro de 1994, o Voo USAir 427, um Boeing 737-300, virou abruptamente para a esquerda ao se aproximar do Aeroporto Internacional de Pittsburgh em um acidente muito semelhante ao voo 585. O acidente também matou todas as 132 pessoas a bordo. O NTSB iniciou uma investigação sobre o Voo 427, que estava em andamento no final da década de 1990.

## Voo e aeronave
O Voo 517 era um voo de passageiros regular operado pela Eastwind Airlines, com partida no Aeroporto de Trenton-Mercer, Trenton, Nova Jérsia e chegada no Aeroporto Internacional de Richmond, Richmond, Virgínia. A aeronave operada na rota era um Boeing 737-2H5, prefixo N221US, que realizou seu primeiro voo em 23 de setembro de 1970 e foi operada por outras companhias aéreas antes de ser entregue à Eastwind Airlines em 12 de julho de 1995. Em 9 de junho de 1996, o voo 517 foi operado pelo capitão Brian Bishop e o primeiro oficial Spencer Griffin. Com 48 passageiros e 5 tripulantes, haviam 53 ocupantes a bordo.

## Incidente
O Voo 517 partiu de Trenton sem incidentes e não encontrou turbulência ou clima adverso na rota para Richmond. Ao se aproximar do Aeroporto Internacional de Richmond, a uma altitude de cerca de 5.000 pés (1.500 m), o capitão sentiu um breve "baque" ou "batida" no pedal direito do leme. Quase ao mesmo tempo, um comissário de bordo na parte traseira do avião ouviu um barulho de batida embaixo dela. Enquanto o avião continuava a descer por 4.000 pés (1.200 m), o capitão repentinamente experimentou uma perda de controle do leme e o avião virou bruscamente para a direita.
Tentando recuperar o controle, o capitão tentou aplicar o leme totalmente para a esquerda, mas os controles do leme estavam travados e não respondiam aos seus comandos. O capitão aplicou o aileron esquerdo e aumentou a potência do motor direito para tentar parar o rolamento. O avião se estabilizou temporariamente e depois rolou para a direita novamente. A tripulação executou sua lista de verificação de emergência e tentou recuperar o controle da aeronave e após vários segundos, recuperou o controle abruptamente. O avião operou normalmente pelo restante da duração do voo.
Nenhum dano ocorreu à aeronave como resultado do incidente. Um comissário de bordo sofreu ferimentos leves. Nenhum outro passageiro ou tripulação a bordo do Voo 517 ficou ferido.

## Investigação e conclusões
O NTSB investigou o incidente, com um foco particular em determinar se os eventos do Voo 517 estavam relacionados a acidentes anteriores do Boeing 737.
Durante a investigação, o NTSB descobriu que antes do incidente de 9 de junho, os tripulantes de voo relataram uma série de eventos relacionados ao leme na aeronave incidente, incluindo "baques" anormais nos pedais do leme e movimento não comandado do leme.
Os investigadores conduziram entrevistas com os pilotos do Voo 517 e removeram componentes do leme da aeronave para exame, o que ajudou a estabelecer a causa dos acidentes anteriores do Voo United 585 e do Voo USAir 427. O NTSB determinou que todos os três incidentes só poderiam ser explicados por erro do piloto ou mau funcionamento do sistema de leme, e com base em parte nas entrevistas pós-incidente com os pilotos do Voo 517, concluiu que o mau funcionamento do leme provavelmente causou os três acidentes.
O NTSB também determinou que, ao contrário dos acidentes United ou USAir, o problema do leme no Voo 517 ocorreu mais cedo no processo de pouso e em uma velocidade maior, o que aumentou o fluxo de ar sobre as demais superfícies de controle da aeronave, permitindo aos pilotos ultrapassar o leme com a curva induzida.
O N221US foi reparado e voltou ao serviço com a Eastwind Airlines e continuou a operar com eles até que a companhia aérea encerrou suas operações em 1999. A aeronave foi colocada em armazenamento no Aeroporto Indy South Greenwood no mesmo ano e foi desmontada como sucata em 2000.